# Eliška Krásnohorská
Eliška Krásnohorská (Praga, 18 de novembro de 1847 — Praga, 26 de novembro de 1926) foi uma feminista e escritora checa, tendo sido introduzida à literatura feminista por Karolina Světlá.